# Xenoglossa fulva
Xenoglossa fulva är en biart som beskrevs av Smith 1854. Xenoglossa fulva ingår i släktet Xenoglossa och familjen långtungebin. Inga underarter finns listade i Catalogue of Life.